# Вечерний звон
«Вече́рний звон» — популярная русская песня на стихи И. И. Козлова и музыку А. А. Алябьева (согласно другим указаниям — анонимного композитора), написанная в 1827—1828 годах.

## Стихи

### Перевод с английского
Русский текст Козлова был написан, по‑видимому, в 1827 году (его первая публикация в альманахе «Северные цветы» на 1828 год). Текст Козлова представляет собой вольный авторский перевод стихотворения ирландского англоязычного поэта Томаса Мура Those evening Bells из его первого сборника National Airs, изданного В. Пауэром в Лондоне и в Дублине в 1818 году.
Сборник Томаса Мура входил в серию «Избранных известных национальных песен» (Selection of Popular National Airs) — музыкальных изданий, где публиковались ноты мелодий композитора Джона Стивенсона (1761—1833) и тексты Мура; следующие сборники включали ноты композитора Г. Бишопа и также тексты Мура. Они включали испанские, португальские, итальянские и прочие европейские мотивы.
Текст Those evening Bells, выбранный Козловым для перевода, входил в цикл «Русских песен» (Russian Airs) и имел подзаголовок Air: The bells of St.Petersburg» (стихотворение пользовалось популярностью, его первую строчку приводят в англоязычном словаре цитат за 1919 год. Также любопытно, что стихотворение Мура будет спародировано английским юмористом Томасом Худом в детских стихах Those Evening Bells, those Evening Bells, How many a tale their music tells, Of Yorkshire cakes and crumpets prime, And letters only just in time!; а Брет Гартом написаны стихи The mission bells of Monterey»: O bells that rang, O bells that sang…).
Муром были написаны ещё два произведения с русским колоритом (Russian Air из 1-го выпуска National Airs (p. 261), и песня The Russian Lover из цикла Unpublished songs), которые не получили такого признания в России и аналогов-первоисточников которым не обнаружено.
В своём переводе Козлов изменил строфическое построение, вместо четверостиший Козлов использовал шестистишия (с попарной рифмовкой строк, как и в оригинале), тем самым его стихотворение длиннее оригинала (18 строк вместо 12). Использованный размер — 4-стопный ямб со сплошными мужскими окончаниями, как и в оригинале (в переводах с английского использующийся начиная с «Шильонского узника» В. А. Жуковского).
| Оригинал Т. Мура | Дословный перевод | Стихотворение И. Козлова |
| --- | --- | --- |
| Those evening Bells (Air: The bells of St.Petersburg) | «Те вечерние колокола» (Мелодия: Колокола Санкт-Петербурга) | «Вечерний звон» |
| Those evening bells! Those evening bells! How many a tale their music tells, Of youth, and home, and those sweet time, When last I heard their soothing chime. Those joyous hours are passed away; And many a heart, that then was gay Within the tomb now darkly dwells, And hears no more those evening bells. And so’t will be when I am gone; That tuneful peal will still ring on, While other bards shall walk these dells, And sing your praise, sweet evening bells. | Вечерние колокола! Вечерние колокола! Как много рассказывает их музыка: О юности, о доме и о том сладком времени, Когда я в последний раз слушал их умиротворяющий перезвон. Те счастливые часы миновали; И многие сердца, которые тогда были веселы, Ныне покоятся в могильной тьме И больше не слышат этих вечерних колоколов. И так же будет, когда меня не станет: Этот гармоничный перебор не умолкнет, Когда другие барды пройдут по этим долинам И воспоют вам хвалу, милые вечерние колокола. | Вечерний звон, вечерний звон! Как много дум наводит он О юных днях в краю родном, Где я любил, где отчий дом, И как я, с ним навек простясь, Там слушал звон в последний раз! Уже не зреть мне светлых дней Весны обманчивой моей! И сколько нет теперь в живых Тогда весёлых, молодых! И крепок их могильный сон; Не слышен им вечерний звон. Лежать и мне в земле сырой! Напев унывный надо мной В долине ветер разнесёт; Другой певец по ней пройдёт, И уж не я, а будет он В раздумье петь вечерний звон! |

### Первоисточник английского текста

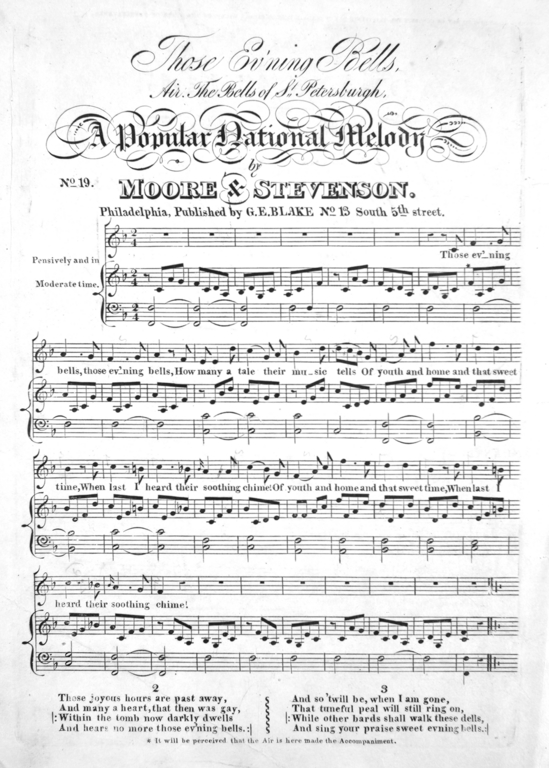
Страница английского издания с нотами Стивенсона и стихами Мура

Несмотря на то, что существует ряд легенд об источнике, откуда Мур заимствовал идею своего текста, его точное происхождение остаётся неустановленным.
Судя по авторскому подзаголовку Air: The bells of St.Petersburg, «мелодия, к которой был приспособлен текст Мура, имела русские истоки в виде некоей „мелодии“ о „колоколах Петербурга“. При встрече с А. И. Тургеневым в Бовуде Томас Мур, получая в дар сборник „Стихотворений“ Козлова, оставил своему собеседнику на память собственноручную запись „Those evening Bells“, из чего можно заключить, что А. И. Тургенев расспрашивал английского поэта о стихотворении „Those evening Bells“, его возможных русских истоках, однако подробности этого разговора неизвестны».

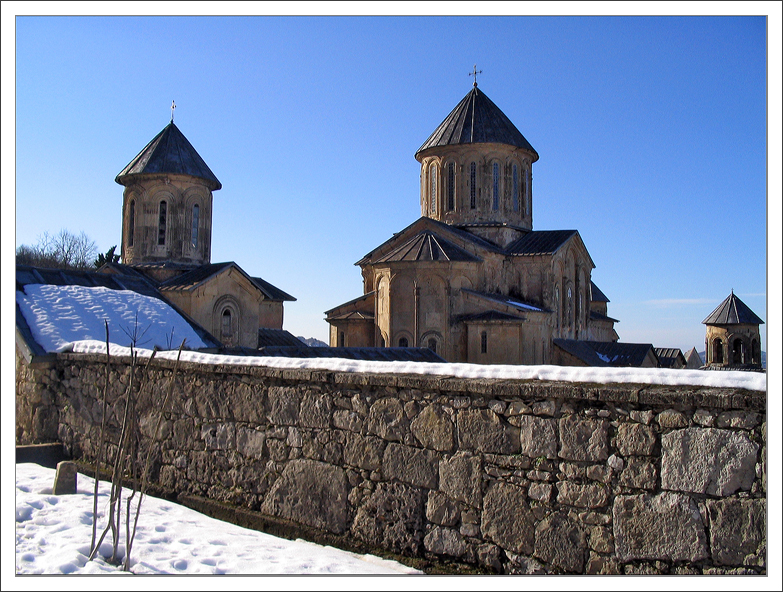
Гелатский монастырь

В конце XIX века несколько исследователей высказали и попытались найти доказательства единых грузинских источников стихотворений Мура и Козлова. Как указывают, в 1885 году в книге «Где правда? История Афонского монастыря» А. Калиновский указал, что «Вечерний звон» — перевод церковной песни грузинского писателя XI века Георгия Мтацминдели (Георгия Святогорца), рукопись которого якобы сохранилась в Гелатском монастыре близ Кутаиси. Эту версию, однако, нельзя считать верной по той причине, что, по мнению специалистов, ни в одном из посвящённых Афону сочинений того времени (как русских, так и зарубежных) не удалось обнаружить каких-либо следов упомянутой церковной песни. Мысль о грузинском первоисточнике, но уже без ссылки на рукопись, повторил в 1898 году А. С. Хаханов. Ц. С. Вольпе вслед за предшественниками утверждал в 1936 году, что стихи Мтацминдели Mtsuhrissa Zari, написанные по‑гречески в Иверском монастыре на Афоне, где автор служил игуменом, распространились по России и, видимо, через какие‑то русские источники стали известны Томасу Муру.
Тем не менее, советский исследователь М. П. Алексеев, стремясь в 1960‑е годы доказать суждения А. Калиновского, провёл большу́ю работу по поиску фактического материала, однако поиски не дали никаких позитивных результатов и лишь привели учёного к выводу, что «мы имеем дело с легендой, устойчиво держащейся долгое время в грузинской литературе, но лишённой фактических оснований». Кроме того, Алексеев указывает, что «все четыре грузинских текста „Вечернего звона“, известные по рукописям XIX века, являются переводами стихотворения Козлова».
Также встречаются упоминания, что первоисточником был армянский текст, (называют, например, имя Григора Нарекаци), но это также не подкреплено никакими доказательствами и выступает как альтернативная легенда. Кроме того, в церковной архитектуре на Кавказе колоколов в древности не было — при службе использовались клепала (металлическая доска, в которую били как в рельс), что ставит под вопрос кавказский исток ключевого образа стихотворения — перезвонов. С другой стороны, в Афонских монастырях в Греции используются колокола.
Таким образом, за неимением никаких доказательств можно предположить, что Томас Мур не пользовался ни русскими (санкт-петербургскими), ни грузинскими источниками.

### Русские издания текста Козлова
Козлов при публикации «Вечернего звона» не обозначал это стихотворение как перевод (пять его других переводных текстов сопровождаются подзаголовками «Из Мура» и «Подражание Муру»). Текст печатался с посвящением Козлова «Т. С. Вдмрв‑ой», то есть Татьяне Семеновне Вейдемейер — другу семьи (ум. 1863).
Исследователи делают из этого вывод, что Козлов считал свой русский текст «оригинальным авторским произведением, выросшим из рецепции и художественного преломления творческих находок Томаса Мура».
Отсутствие в издании текста Козлова указаний на первоисточник приводило к курьёзам, в журнале «Телескоп» увидела свет анонимная статья «Перевод стихотворения Козлова на английский язык Томасом Муром». Её автор счел английское стихотворение Мура переводом русского стихотворения Козлова.

## Песня
....................Db ................... Ab

Вечерний звон! Вечерний звон!

....................Ab7...................Db

Как много дум наводит он!

О юных днях в краю родном,

Где я любил, где отчий дом.

....................Db ...................  Eb

И как я, с ним навек простясь,

.................... Ab7...................Db

Там слушал звон в последний раз!

И многих нет теперь в живых,

Тогда веселых, молодых!

Вечерний звон! Вечерний звон!

Так много дум наводит он!

.................... C#...................G#

Вечерний звон, вечерний звон!

.................... G#7.................C#

Как много дум наводит он!

О юных днях в краю родном,

Где я любил, где отчий дом.

....................C#...................D#

И как я с ним, навек простясь,

.................... G#7...................C#

Там слышал звон в последний раз!

В долине ветер пропоёт,

Другой певец по ней пройдет.

И уж не я, а будет он,

В раздумье петь вечерний звон.

Вечерний звон, вечерний звон!

Как много дум наводит он!
В вокальном исполнении сложилась традиция не исполнять всё стихотворение целиком, а использовать лишь его часть.

### Алябьев и классическая версия песни
Принято считать, что классическим вариантом музыки к стихам Козлова стали ноты Алябьева. Музыка на русский текст Козлова была написана А. А. Алябьевым в самом начале тобольской ссылки (1830?), вскоре после появления стихотворения Козлова в печати. Романс «Вечерний звон» с музыкой Алябьева был издан в Москве в цикле «Северный певец» в 1828 году. Песня обрела популярность на рубеже 1820—1830‑х годов.
В 1829—1830 годах имели место две публикации песни (М., СПб). Она распространилась в светских салонах, и уже в 1831 году мелодия Алябьева вошла в фортепьянную фантазию Л. Лангера, фортепьянное переложение неизвестного автора в «Музыкальном альбоме» на 1831 год, а затем неоднократно аранжировалась композиторами, в числе которых А. И. Дюбюк, К. П. Вильбоа (на два голоса) и др.
Как указывают некоторые источники, классическая мелодия «Вечернего звона», тем не менее, написана не Алябьевым. Согласно некоторым утверждениям, «наиболее известная мелодия песни — непонятного происхождения и в песенниках фигурирует как народная. Хотя в литературе и высказывается мнение, что она восходит к романсу Алябьева, но на слух не имеет с алябьевской ничего общего» (приведены для сравнения нотные записи мелодий).

### Другие композиторы
Кроме Алябьева, на эти стихи существуют мелодии авторства:
- Варвара Сабурова (1834)
- Арнольд, Юрий Карлович
- Бахметьев, Николай Иванович
- А. А. Рахманинов (1840)
- П. М. Воротников (вокальный квартет, 1873)
- Гречанинов, Александр Тихонович (1898)
- Золотарёв, Василий Андреевич (смешанный хор без сопровождения, 1905)

Также не стоит забывать, что существует мелодия, сочиненная Стивенсоном и опубликованная вместе с оригинальным текстом Томаса Мура в Selection of Popular National Airs (см. илл. выше). Указывают также следующие работы композиторов с англоязычным текстом:
- Harry Hill, (SSA, a cappella)
- Charles Edward Ives (1874—1954), 1907
- Harvey Worthington Loomis (1865—1930), published 1918. (SSA, a cappella)
- Henry Ketten (1848—1883)[14]

### На иностранных языках
O Abendlied, o Glockenklang,

Wie rühret mich dein holder Sang.

Weckst Sehnsuchtsdrang in meiner Brust

Nach Jugendzeit und Liebeslust.

Nie kehret mehr des Lenzes Glück

Mit süßem Trug zu mir zurück.

Der Wind, er trugs ins Tal hinab

Ein andrer kommt am Wanderstab.

Und singt und preist dich im Gesang

O Abendlied, o Glockenklang.
Существует целый ряд переводов на немецкий язык: Caroline Leonhardt Pierson (1811—1899) O Abendglocken, Abendhall (1845), Alfred von Ehrmann, (Gustav) Emil Barthel (1835—1906), Friedrich August Leo (1820—1898). Приведённый здесь перевод сделан Бернхардом Оскаром фон Риземаном (1880—1934). Есть также перевод на польский, авторства Станислава Монюшко (1819—1872), по некоторым указаниям, написавшего собственную музыку.
Русский композитор С. И. Танеев написал собственную музыку для выполненного Антонием Грабовским перевода стихотворения Мура на эсперанто. Романс назывался Sonoriloj de vespero («Вечерние колокола»), ноты его, в отличие от текста, не сохранились.
Также существует перевод на испанский язык под названием Campanas de Atardecer.
Существует перевод песни на польский язык Wieczorny Dzwon.

### Песни с тем же названием
«Помимо романса на слова Козлова „Вечерний звон“ в Российской империи в 1830-е годы пользовался популярностью романс с тем же названием, написанный композитором И. И. Геништой на слова французского поэта В. Деборда „Les cloches du soir“ в 1839 году, привлекший, в частности, внимание М. И. Глинки, включившего его в пятую тетрадь своего „Собрания музыкальных пьес“ (1839)». Также под этим названием существует ряд песен современных бардов и исполнителей русского шансона.

## В культуре

### Отсылки к тексту Козлова в стихах других писателей

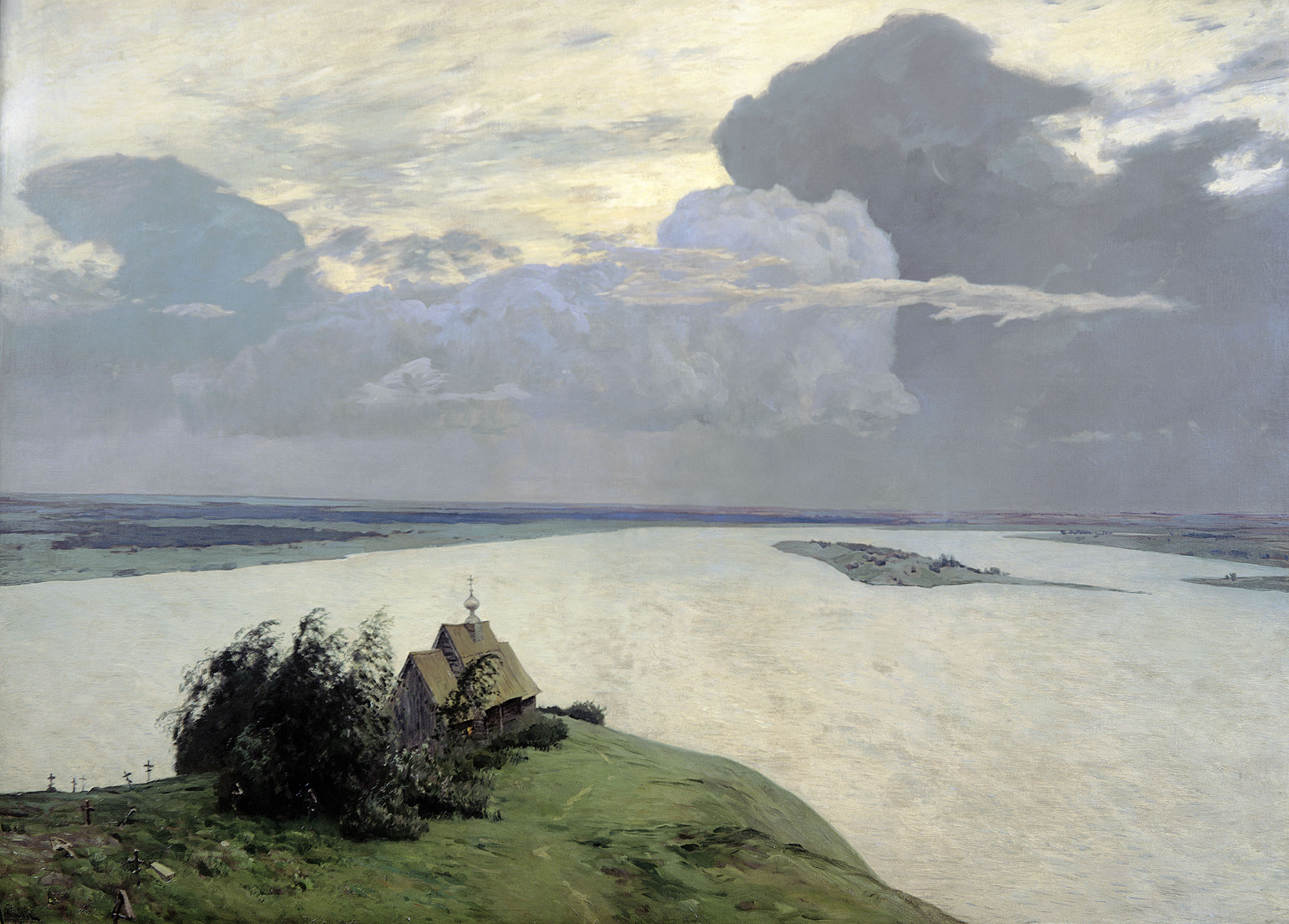
«Над вечным покоем». Исаак Левитан

Реминисценции и параллели к тексту Козлова можно найти у множества отечественных авторов:
- Стихотворение Е. В. Ростопчиной «Колокольный звон ночью», (1839 год) с эпиграфом из Томаса Мура.
- В начале 1830-х годов Д. В. Давыдов в стихотворении «Вечерний звон»[21] дословно использовал две строчки Козлова:

Как он мучителен и мил!

Как он мне чувства возмутил,

Когда впервые звук его

Коснулся слуха моего!

То был не звук, но глас страстей,

То говор был с душой моей!

Вечерний звон, вечерний звон, —

Как много дум наводит он.

- В 1830-е годы С. Ф. Толстая (дочь Толстого-Американца) опубликовала на английском языке стихотворение «Вечерний звон». В 1839 году[22], вскоре после её смерти, обратный русский перевод этого стихотворения был сделан М. Н. Лихониным: «Вечерний звон! О, как много говорят эти звуки для чувствующего сердца о днях давно прошедших, о минувшей радости, о каждой слезе, о каждом вздохе, обо всем, что дорого нашему сердцу: как красноречив этот вечерний звон!». Никаких указаний ни на Мура, ни на Козлова при этой публикации не содержалось (английское стихотворение Толстой, видимо, не сохранилось). Исследователи[кто?], тем не менее, пишут: «В биографическом очерке, которым открывалось то же издание 1839 г., Томас Мур был назван в числе английских поэтов, питавших „поэтическую, пламенную душу, восторженную фантазию“ С. Ф. Толстой, из чего можно сделать предположение о непосредственном влиянии на русскую писательницу Мура».

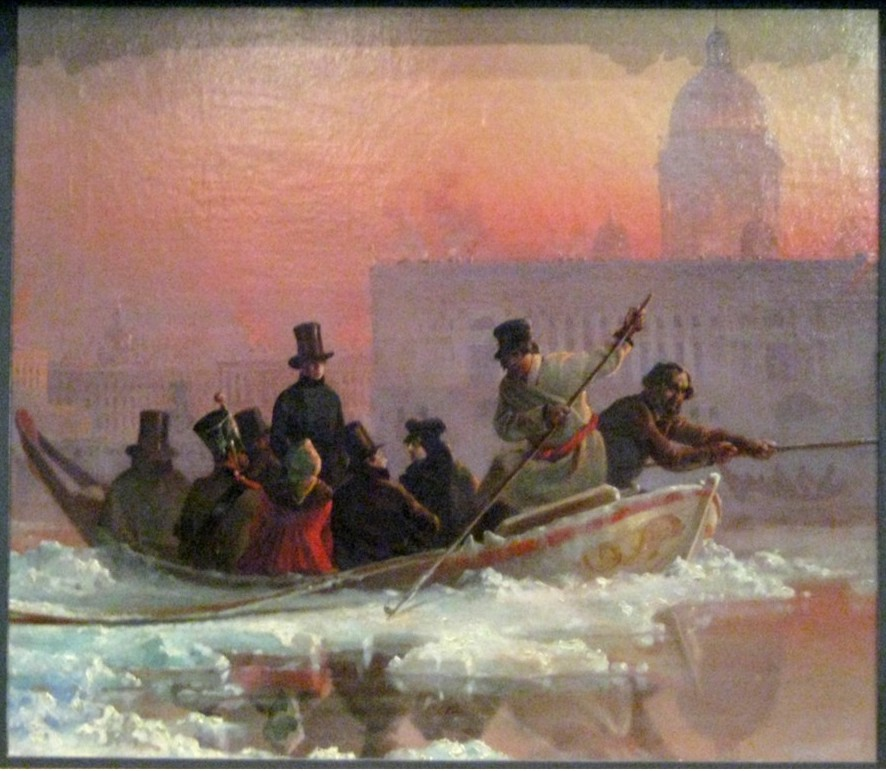
«Переправа через Неву». А. М. Дорогов. Так выглядел вечерний Санкт-Петербург в 1-й половине XIX века

- Стихотворение А. А. Фета, посвящённое памяти Козлова «Вечерний звон» (1840 год):

Но что ж, — певец земных страстей,

Ты не умрёшь в сердцах людей! —

Так я мечтал — и надо мной

Пронёсся чрез эфир пустой

Какой-то грусти полный стон,

И я запел вечерний звон!

- У Я. П. Полонского («Вечерний звон»)[23], Брюсова («Звон отдалённый, пасхальный…»)[24], А. А. Блока («Они звучат, они ликуют…»)[25], А. А. Ахматовой («Вечерний звон у стен монастыря…»)[26], Николая Клюева («Дрёмны плески вечернего звона…»)[27], Владимира Эльснера («Задворки»)[28], Андрея Белого («Звон вечерней гудит, уносясь»)[29], Демьяна Бедного («Сонет» (В родных полях вечерний тихий звон))[30]
- Виктор Соснора, «Вечерний звон» (1960-е)[31]
- В первой редакции перевода «Алисы в Стране чудес» Нины Демуровой (так называемое «Софийское издание»), в 7 главе «Безумное чаепитие» Болванщик исполняет песню «Вечерний Слон», которая является явной отсылкой к тексту Козлова (в оригинале Кэрролла Безумный Шляпник поёт совершенно другую песню, представляющую собой пародию на стихотворение Джейн Тейлор «Звезда»). Во второй редакции перевода, ставшей позже основной, песня была заменена на другую, причём так и называлась «Ты мигаешь, филин мой»[32]

### Использование названия песни

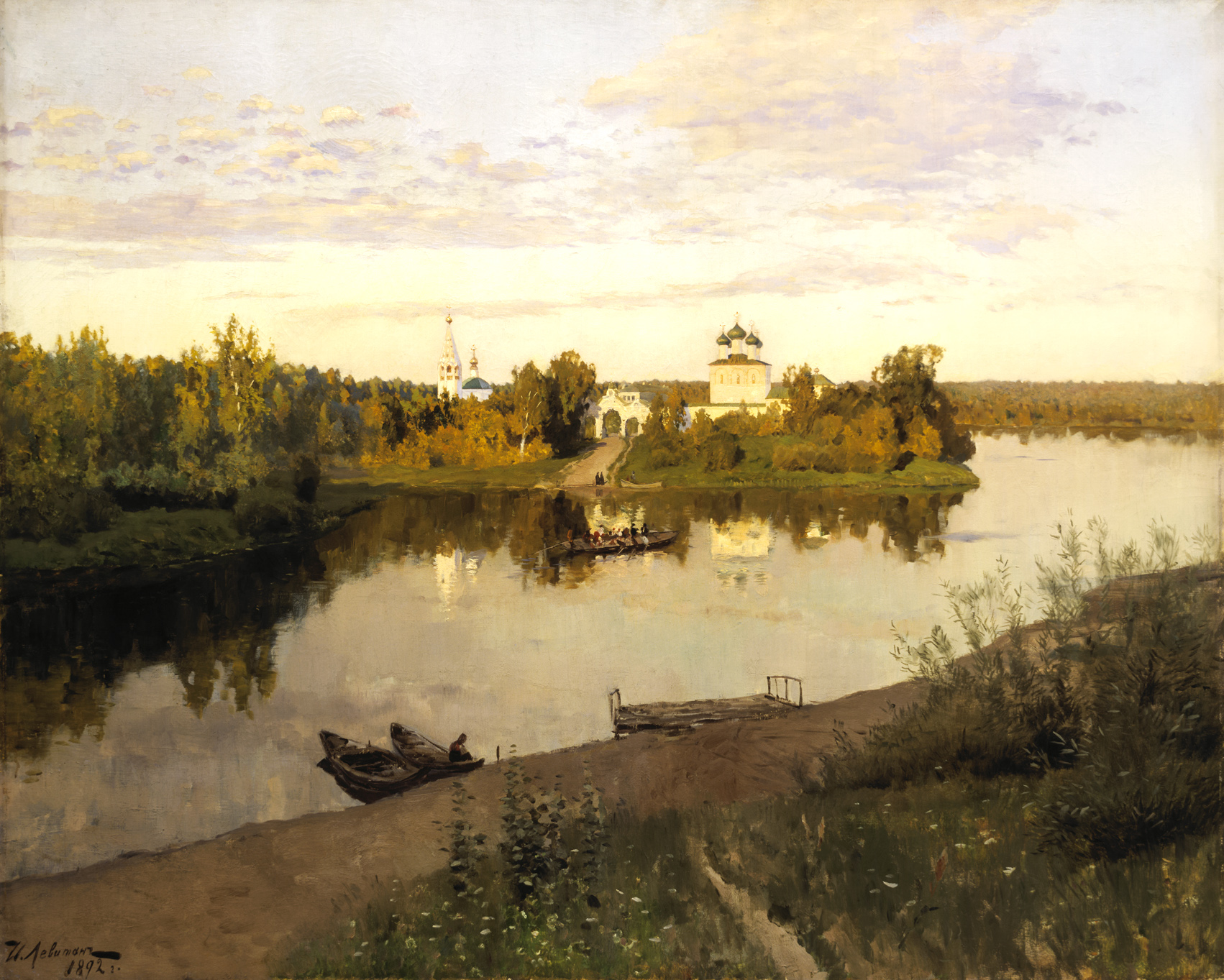
«Вечерний звон». Исаак Левитан

- Картина Исаака Левитана «Вечерний звон» (ГТГ) и картина Нестерова «Схимник. Вечерний звон» (Кировский музей)
- Вечерний звон (фильм), 2003 год
- Пьеса Иона Друцэ «Вечерний звон» (подзаголовок «Ужин у товарища Сталина»). О встрече Сталина с артисткой Большого театра
- Книга Игоря Губермана «Вечерний звон», одноимённый исторический роман авторства Николая Вирты, название сборника Михаила Танича
- Программа на радио «Голос России», на Сити-FM и название русскоязычной радиостанции, вещающей в Нью-Йорке
- Подольск, Городской народный театр «Вечерний звон»
- «Вечерний звон» — газета, выпускающаяся во Владимирской области
- «Вечерний звон» — прямоэфирный блок по заявкам зрителей на телеканале Муз-ТВ. Выходил в эфир в конце 90-х — начале 2000-х
- Сорт шоколадных конфет производства «Рот Фронт» и сорт домашней сливы[33]

### Исполнение песни
- Известны классические исполнения романса басом Борисом Штоколовым  и тенором Иваном Козловским . Среди современных исполнителей этого произведения — Олег Погудин, Татьяна Петрова[34] , Евгений Дятлов  и Евгения Смольянинова
- В 1996 году Юрий Чернавский на первую строфу стихов написал песню, обработанную в современном формате. Её исполнил Валерий Леонтьев

#### В кинематографе
- Хоровая обработка А. В. Свешникова, использованная в фильме «Калина красная» Василия Шукшина
- В военном фильме «Небесный тихоход» (1945) герой Николая Крючкова под эту мелодию в своём первом боевом вылете после ранения — на фанерном ночном бомбардировщике «У-2» — методично бомбит новейшую вражескую суперпушку, предупредив перед полётом девушку своего штурмана, что в небе он обычно поёт русские народные песни
- В комедии Генриха Оганесяна «Три плюс два» (1963) этот романс слышен из радиоприёмника ребят, отдыхающих на пляже на Чёрном море
- В фильме Леонида Гайдая «12 стульев» (1971), снятом по одноимённому роману Ильи Ильфа и Евгения Петрова, песню несколько раз напевает отец Фёдор, а ряд эпизодов с его участием сопровождается колокольным звоном
- Песню исполняли «поющие старики» Маэстро в фильме Леонида Быкова «В бой идут одни «старики»» (1973)
- В экранизации Александра Алова и Владимира Наумова пьесы Михаила Булгакова «Бег» в одном из эпизодов песню напевает Парамон Корзухин, а ему подпевает персонаж по фамилии Тихий
- Фильм «Операция „Трест“» в исполнении А. Лёвушкина
- В 16-й серии «Ну погоди!» исполняется песня «Вечерний звон», когда Волк находится в башне с курантами
- Фильм «Утомлённые солнцем» 1994, няня Мохова(Светлана Крючкова) поют вместе со старухами и Митей (время: 2 часа 6 секунд )[./Https://m.vk.com/video-39165340_456247699 https://m.vk.com/video-39165340_456247699][35]